# Монтієві
Монтієві (Montiaceae) — родина квіткових рослин порядку гвоздикоцвіті (Caryophyllales). Етимологія: рід та родину названо на честь італійського ботаніка італ. Giuseppe Monti.

## Опис
Від багаторічних до однорічних трав'яні рослини, рідкісно субчагарники, дуже рідко напівводні рослини (Montia spp.) іноді мають потовщені корені та / або стебла. Листя спіральні, часто в розетках, зазвичай сукулентні, як правило, голі. Суцвіття термінальні або бічні, або квітки одиночні й пахвові. Квіти або сидячі або на стебельцях, часто стійкі й сухі на стадії плодоношення. Плоди — 2–3-клапанні капсули (Phemeranthus, Lewisia, Lewisiopsis), або 1 чи 2-сегментні нерозривні капсули, що розпадаються з часом (Hectorella, Lyallia) або 1-насінні сім'янки (Lenzia, Philippiamra).

## Поширення
Північна та Південна Америка (переважно західні частини), Північна Азія й Північної Європи (циркумбореальна), Австралія, Нова Зеландія.

## Галерея

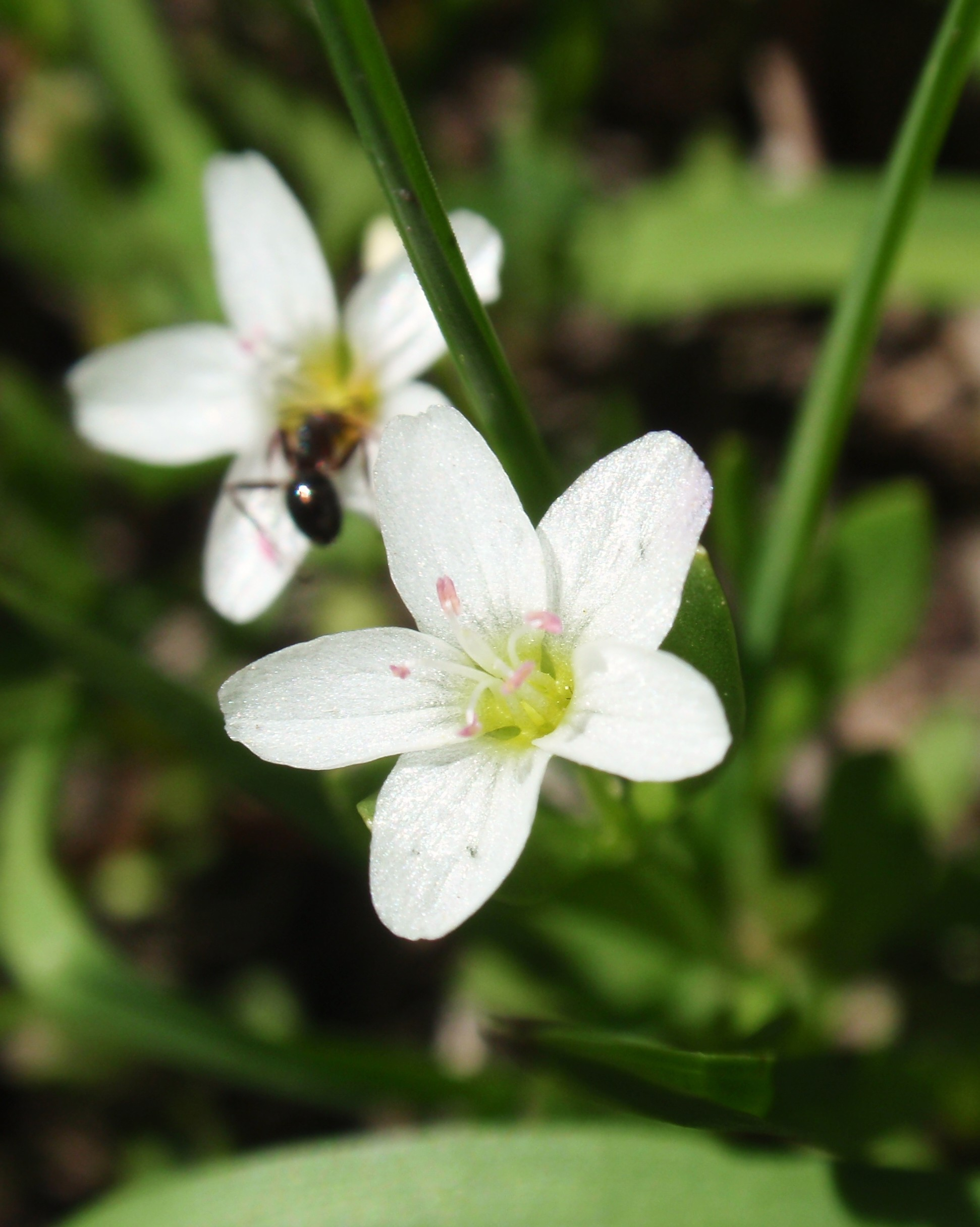
Montia chamissoi
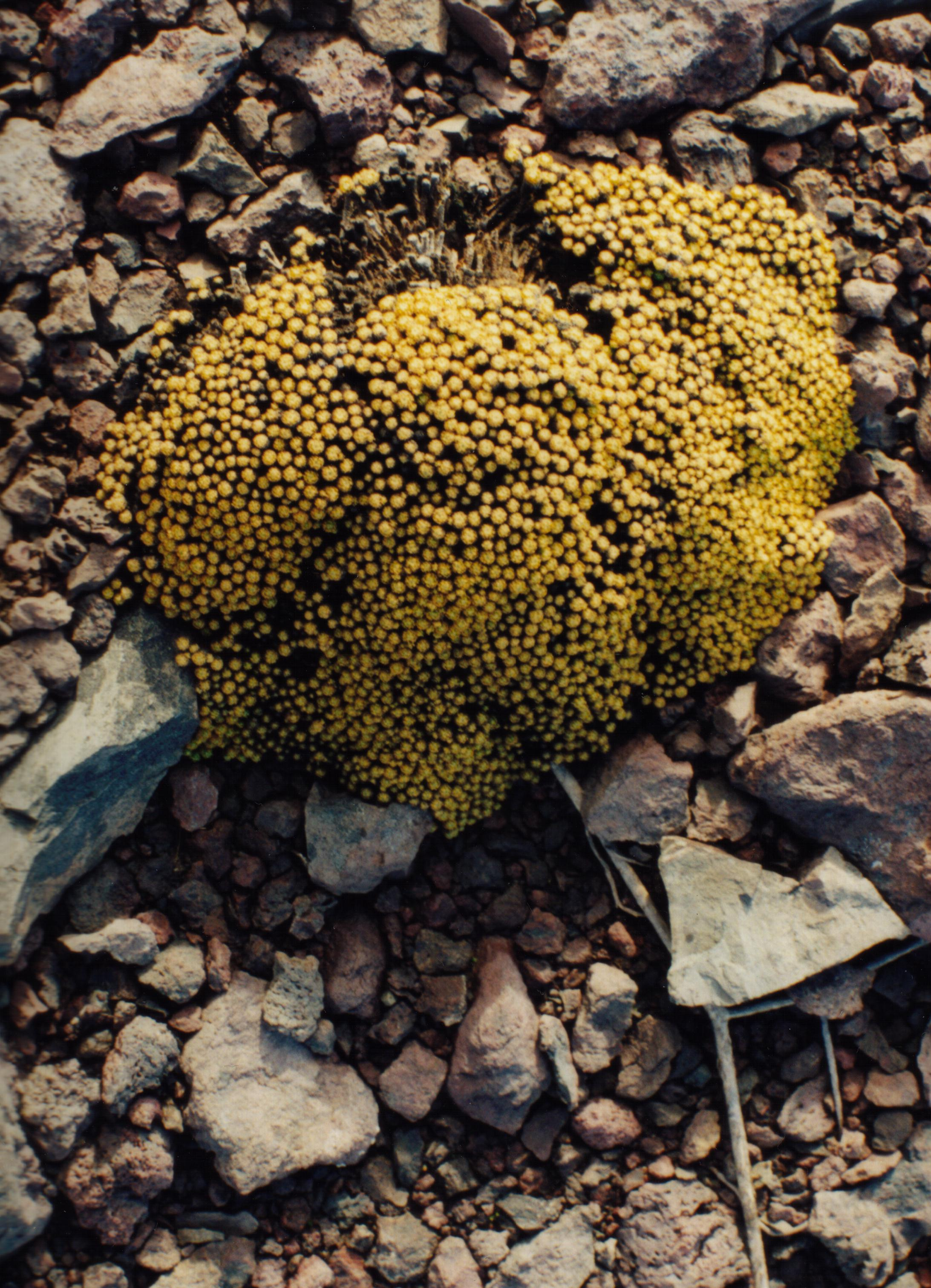
Lyallia kerguelensis
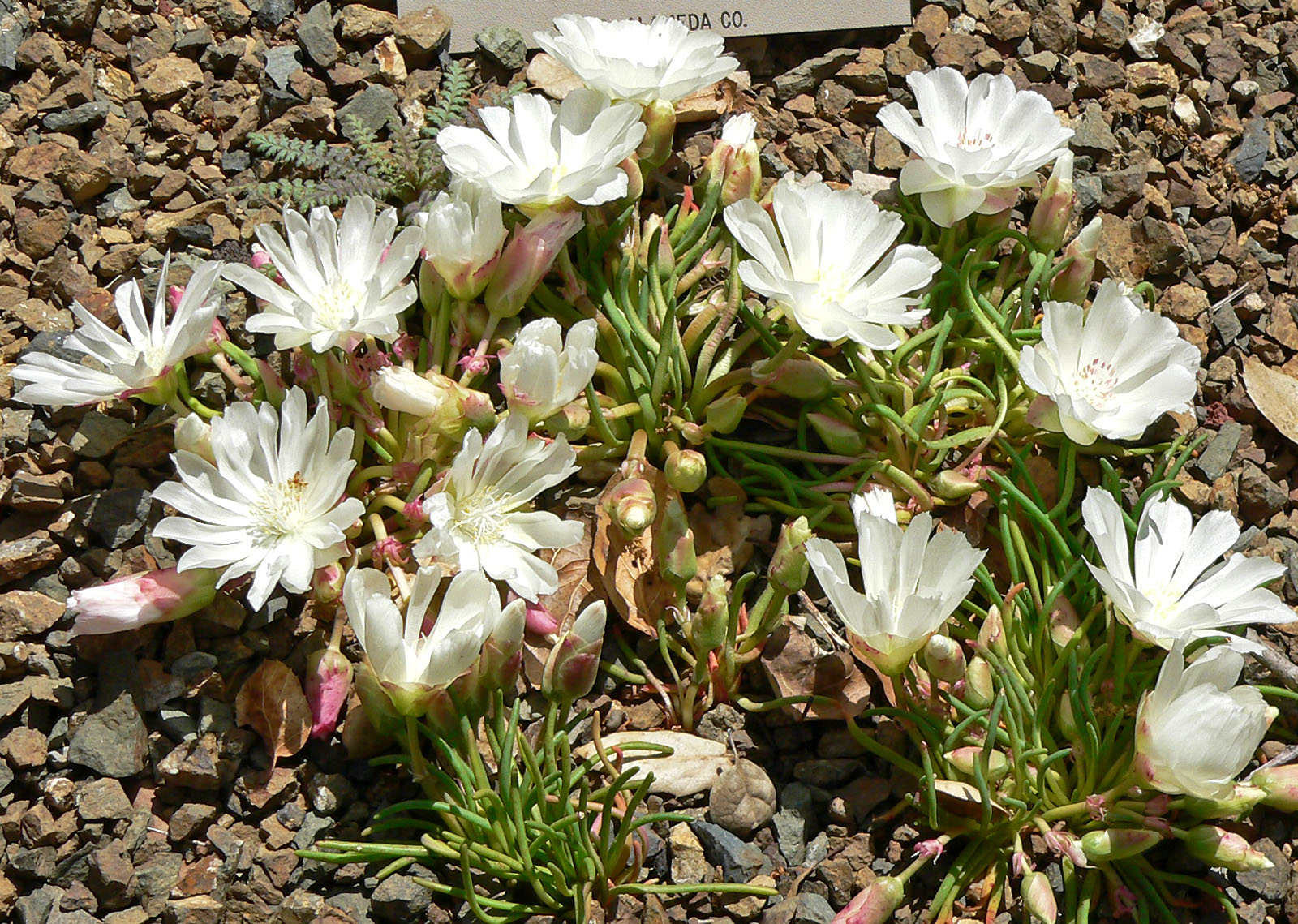
Lewisia rediviva
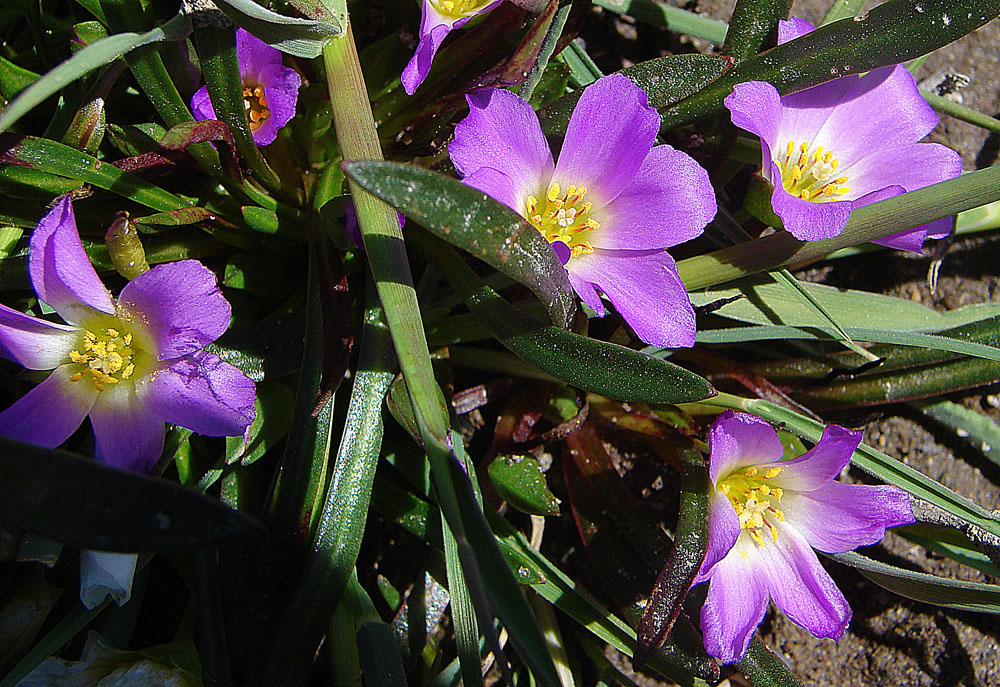
Calandrinia colchaguensis
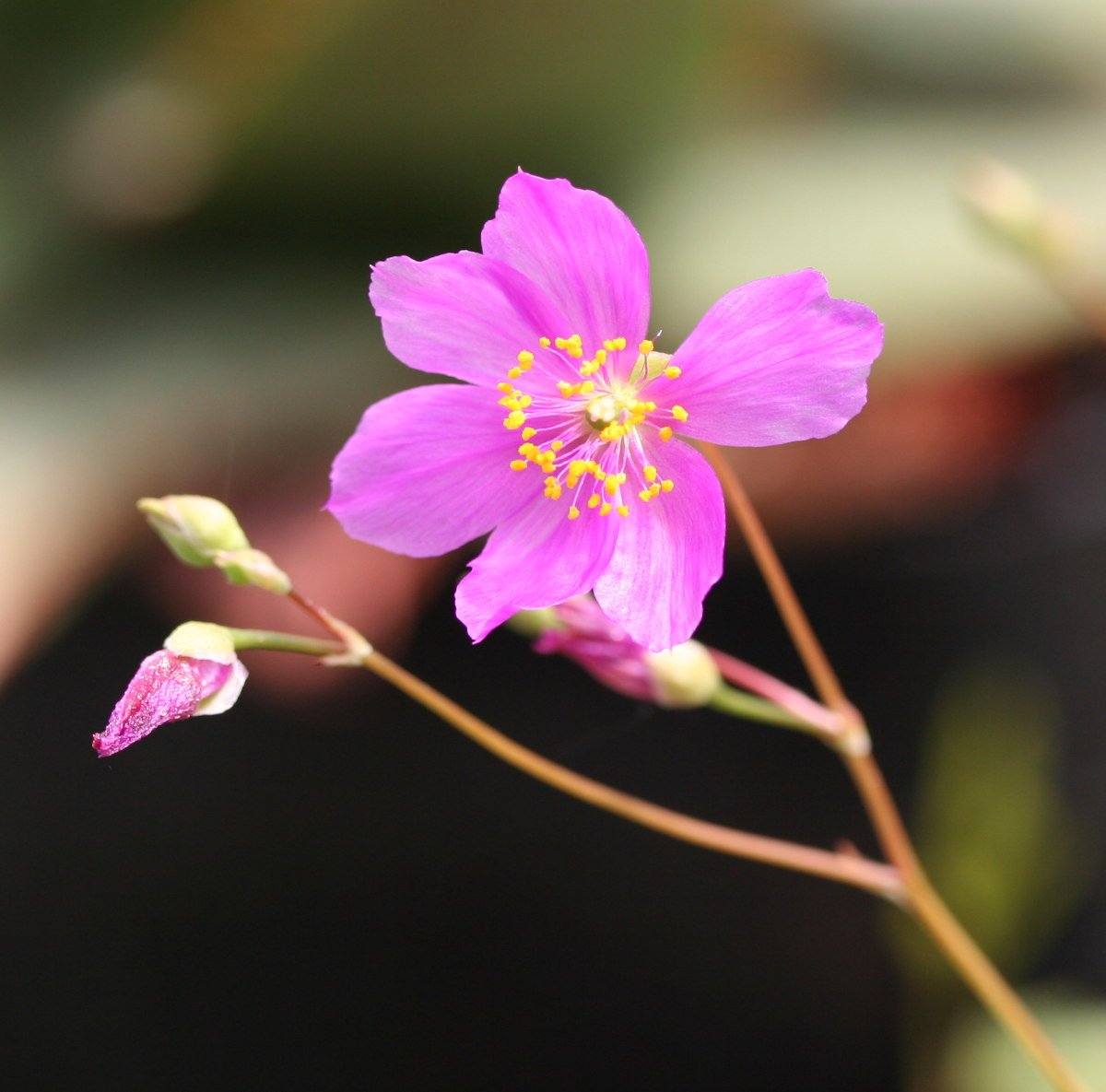
Phemeranthus spinescens